# Ноемі Перуджа
Ноемі Перуджа (фр. Noémie Pérugia; 7 листопада 1903, Ніцца — 25 березня 1992, Гарлінген, Нідерланди) — французька співачка, меццо-сопрано.
Брала участь в концертах під керівництвом Надії Буланже. Завоювала міжнародну популярність перш за все своїми інтерпретаціями вокальних творів Габрієля Форе і Артура Онеґґера; перший запис циклу Форе «Самотній сад», здійснений нею в 1941 році, відрізняється винятковим проникненням в характер музики і тексту. Перуджа також вперше виконала (1942, з піаністкою Ірен Аітофф) і записала присвячений їй вокальний цикл Онеґґера «Шість вілланелей Саллюста дю Барта». У повоєнні роки була близька з композиторкою Генрієттою Босманс, яка часто акомпанувала їй, а в 1948 році написала для Перуджа цикл пісень. Викладала в Паризькій консерваторії і Schola Cantorum, а також в літній музичній школі в Екс-ан-Прованс, заснованої її другом Жаном Полем Севілья. Серед учнів Перуджа, зокрема, нідерландська примадонна Кора Канні-Меєр.